# Leonardo da Vinci (bitevní loď)
Leonardo da Vinci byla bitevní loď třídy Conte di Cavour italského královského námořnictva. Ve službě byla v letech 1914–1916. Dne 2. srpna 1916 byla kotvíc v Tarentu zničena vnitřním výbuchem.

## Stavba
Plavidlo postavila italská loděnice Odero v Sestri Ponente. Kýl byl založen 18. července 1910 a na vodu bylo spuštěno 14. října 1911. Do služby bylo přijato 17. května 1914.

## Konstrukce
Konstrukce navazovala na předchozí třídu Dante Alighieri, ze které byl převzat pohonný systém a pancéřování. Hlavní výzbroj tvořilo třináct 305mm kanónů umístěných ve dvou dvoudělových a třech třídělových věžích. Osmnáct 120m kanónů sekundární ráže bylo umístěno v kasematech, lehkou výzbroj představovalo dvacet 76mm kanónů a lodě též nesly tři pevné torpédomety.

## Služba

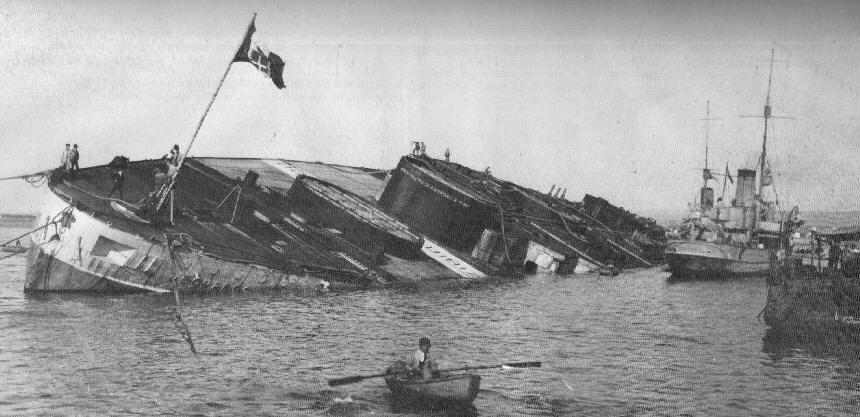
Potopený dreadnought Leonardo da Vinci

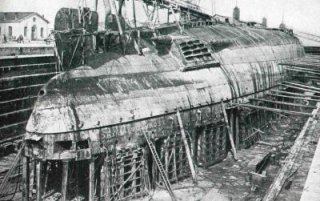
Vrak Leonardo da Vinci po vyzvednutí z moře

Bitevní loď Leonardo da Vinci byla uvedena do služby těsně před vypuknutím první světové války. Neúčastnila se však žádných významnějších akcí, protože italské námořnictvo se děsilo rakouských ponorek a neodvažovalo se se svými bitevními loděmi opouštět přístavy.
Dne 2. srpna 1916 se Leonardo da Vinci převrátila a potopila v přístavu Tarent poté, co explodoval její muniční sklad. Velení italského námořnictva obvinilo z jejího potopení rakousko-uherské sabotéry, nicméně možné je i to, že šlo o nehodu. V roce 1919 začaly práce na vyzvednutí vraku s původním úmyslem plavidlo opravit a vrátit do služby, ale nakonec byla loď z finančních důvodů v roce 1923 sešrotována.